# موشک (فیلم)
«موشک» (انگلیسی: Missile) فیلمی در ژانر مستند است.